# 대한민국 방송법
대한민국의 방송법(放送法)은 방송의 자유와 독립을 보장하고 방송의 공적 책임을 높임으로써 시청자의 권익보호와 민주적 여론형성 및 국민문화의 향상을 도모하고 방송의 발전과 공공복리의 증진에 이바지함을 목적으로 하는 법률이다.(제1조) 현행 방송법은 과거 동일한 명칭의 법과는 분명히 구분되는 특질을 갖고 있다. 다른 방송 관련 법령과의 관계에서 기본법적 지위를 갖고 있으며, 2000년 당시 4개의 방송 관련 법률을 통폐합하여 개정됐기 때문에 흔히 "통합방송법"으로도 불린다.

## 같이 보기
- 대한민국 미디어 관련법 개정 논란
- 대한민국의 종합편성채널 선정 논란